# Championnat du monde de street-hockey 2015
Navigation
Canada 2013 République tcheque 2017
Le championnats du monde street-hockey a eu lieu en 2015 en Suisse. C'est la 11e édition de cette épreuve. La Slovaquie a conservé son titre en gagnant ce championnat en finale contre l'équipe du États-Unis, sur le score de 4-3.

## Patinoires
| Bossard Arena   |
| Capacité: 7 015 |
| exteriér        |

## Résultats

### Phase de groupes

#### Division 1A
| Rang  | Équipe     | Pts | J | G | N | P | Bp | Bc | Diff |
| ----- | ---------- | --- | - | - | - | - | -- | -- | ---- |
| +001, | États-Unis | 8   | 4 | 4 | 0 | 0 | 19 | 7  | +12  |
| +002, | Slovaquie  | 4   | 4 | 1 | 2 | 1 | 13 | 7  | +6   |
| +003, | Portugal   | 4   | 4 | 2 | 0 | 2 | 11 | 10 | +1   |
| +004, | Finlande   | 3   | 4 | 1 | 1 | 2 | 3  | 8  | -5   |
| +005, | Pakistan   | 1   | 4 | 0 | 1 | 3 | 8  | 22 | -14  |

| 20 juin 2015 | Portugal | 6-1 (2-0, 0-0, 4-1) | Pakistan | Bossard Arena, Zoug 101 spectateurs |

| Feuille de match | Feuille de match | Feuille de match | Feuille de match | Feuille de match |
| ---------------- | ---------------- | ---------------- | ---------------- | ---------------- |
|                  |                  |                  |                  |                  |
|                  |                  |                  |                  |                  |
|                  |                  |                  |                  |                  |
|                  |                  |                  |                  |                  |

| 20 juin 2015 | États-Unis | 4-3 (1-1, 1-0, 2-2) | Slovaquie | Bossard Arena, Zoug 1 981 spectateurs |

| Feuille de match | Feuille de match | Feuille de match | Feuille de match | Feuille de match |
| ---------------- | ---------------- | ---------------- | ---------------- | ---------------- |
|                  |                  |                  |                  |                  |
|                  |                  |                  |                  |                  |
|                  |                  |                  |                  |                  |
|                  |                  |                  |                  |                  |

| 21 juin 2015 | Portugal | 4-0 (1-0, 1-0, 2-0) | Finlande | Bossard Arena, Zoug 493 spectateurs |

| Feuille de match | Feuille de match | Feuille de match | Feuille de match | Feuille de match |
| ---------------- | ---------------- | ---------------- | ---------------- | ---------------- |
|                  |                  |                  |                  |                  |
|                  |                  |                  |                  |                  |
|                  |                  |                  |                  |                  |
|                  |                  |                  |                  |                  |

| 21 juin 2015 | États-Unis | 11-3 (3-2, 3-0, 5-1) | Pakistan | Bossard Arena, Zoug 621 spectateurs |

| Feuille de match | Feuille de match | Feuille de match | Feuille de match | Feuille de match |
| ---------------- | ---------------- | ---------------- | ---------------- | ---------------- |
|                  |                  |                  |                  |                  |
|                  |                  |                  |                  |                  |
|                  |                  |                  |                  |                  |
|                  |                  |                  |                  |                  |

| 22 juin 2015 | Slovaquie | 1-1 (0-0, 1-0, 0-1) | Finlande | Bossard Arena, Zoug 227 spectateurs |

| Feuille de match | Feuille de match | Feuille de match | Feuille de match | Feuille de match |
| ---------------- | ---------------- | ---------------- | ---------------- | ---------------- |
|                  |                  |                  |                  |                  |
|                  |                  |                  |                  |                  |
|                  |                  |                  |                  |                  |
|                  |                  |                  |                  |                  |

| 22 juin 2015 | États-Unis | 2-1 (0-0, 0-1, 2-0) | Portugal | Bossard Arena, Zoug 657 spectateurs |

| Feuille de match | Feuille de match | Feuille de match | Feuille de match | Feuille de match |
| ---------------- | ---------------- | ---------------- | ---------------- | ---------------- |
|                  |                  |                  |                  |                  |
|                  |                  |                  |                  |                  |
|                  |                  |                  |                  |                  |
|                  |                  |                  |                  |                  |

| 23 juin 2015 | Pakistan | 3-3 (1-0, 1-2, 1-1) | Slovaquie | Bossard Arena, Zoug 123 spectateurs |

| Feuille de match | Feuille de match | Feuille de match | Feuille de match | Feuille de match |
| ---------------- | ---------------- | ---------------- | ---------------- | ---------------- |
|                  |                  |                  |                  |                  |
|                  |                  |                  |                  |                  |
|                  |                  |                  |                  |                  |
|                  |                  |                  |                  |                  |

| 23 juin 2015 | États-Unis | 2-0 (1-0, 1-0, 0-0) | Finlande | Bossard Arena, Zoug 586 spectateurs |

| Feuille de match | Feuille de match | Feuille de match | Feuille de match | Feuille de match |
| ---------------- | ---------------- | ---------------- | ---------------- | ---------------- |
|                  |                  |                  |                  |                  |
|                  |                  |                  |                  |                  |
|                  |                  |                  |                  |                  |
|                  |                  |                  |                  |                  |

| 24 juin 2015 | Finlande | 2-1 (0-0, 1-1, 1-0) | Pakistan | Bossard Arena, Zoug 133 spectateurs |

| Feuille de match | Feuille de match | Feuille de match | Feuille de match | Feuille de match |
| ---------------- | ---------------- | ---------------- | ---------------- | ---------------- |
|                  |                  |                  |                  |                  |
|                  |                  |                  |                  |                  |
|                  |                  |                  |                  |                  |
|                  |                  |                  |                  |                  |

| 24 juin 2015 | Slovaquie | 4-2 (2-1, 1-0, 1-1) | Portugal | Bossard Arena, Zoug 312 spectateurs |

| Feuille de match | Feuille de match | Feuille de match | Feuille de match | Feuille de match |
| ---------------- | ---------------- | ---------------- | ---------------- | ---------------- |
|                  |                  |                  |                  |                  |
|                  |                  |                  |                  |                  |
|                  |                  |                  |                  |                  |
|                  |                  |                  |                  |                  |

#### Division 1B
| Rang  | Équipe   | Pts | J | G | N | P | Bp | Bc | Diff |
| ----- | -------- | --- | - | - | - | - | -- | -- | ---- |
| +001, | Tchéquie | 8   | 4 | 3 | 1 | 0 | 22 | 5  | +17  |
| +002, | Grèce    | 5   | 4 | 2 | 1 | 1 | 19 | 11 | +8   |
| +003, | Canada   | 5   | 4 | 2 | 1 | 1 | 25 | 7  | +18  |
| +004, | Suisse   | 3   | 4 | 1 | 1 | 2 | 9  | 14 | -5   |
| +005, | Bermudes | 0   | 4 | 0 | 0 | 4 | 3  | 41 | -38  |

| 19 juin 2015 | Suisse | 1-0 (0-0, 0-0, 1-0) | Bermudes | Bossard Arena, Zoug 4 316 spectateurs |

| Feuille de match | Feuille de match | Feuille de match | Feuille de match | Feuille de match |
| ---------------- | ---------------- | ---------------- | ---------------- | ---------------- |
|                  |                  |                  |                  |                  |
|                  |                  |                  |                  |                  |
|                  |                  |                  |                  |                  |
|                  |                  |                  |                  |                  |

| 20 juin 2015 | Tchéquie | 4-1 (2-0, 2-1, 0-0) | Grèce | Bossard Arena, Zoug 682 spectateurs |

| Feuille de match | Feuille de match | Feuille de match | Feuille de match | Feuille de match |
| ---------------- | ---------------- | ---------------- | ---------------- | ---------------- |
|                  |                  |                  |                  |                  |
|                  |                  |                  |                  |                  |
|                  |                  |                  |                  |                  |
|                  |                  |                  |                  |                  |

| 21 juin 2015 | Canada | 7-2 (0-0, 0-0, 1-0) | Suisse | Bossard Arena, Zoug 5 811 spectateurs |

| Feuille de match | Feuille de match | Feuille de match | Feuille de match | Feuille de match |
| ---------------- | ---------------- | ---------------- | ---------------- | ---------------- |
|                  |                  |                  |                  |                  |
|                  |                  |                  |                  |                  |
|                  |                  |                  |                  |                  |
|                  |                  |                  |                  |                  |

| 21 juin 2015 | Grèce | 10-0 (5-0, 2-0, 3-0) | Bermudes | Bossard Arena, Zoug 427 spectateurs |

| Feuille de match | Feuille de match | Feuille de match | Feuille de match | Feuille de match |
| ---------------- | ---------------- | ---------------- | ---------------- | ---------------- |
|                  |                  |                  |                  |                  |
|                  |                  |                  |                  |                  |
|                  |                  |                  |                  |                  |
|                  |                  |                  |                  |                  |

| 22 juin 2015 | Canada | 15-1 (3-1, 8-0, 4-0) | Bermudes | Bossard Arena, Zoug 103 spectateurs |

| Feuille de match | Feuille de match | Feuille de match | Feuille de match | Feuille de match |
| ---------------- | ---------------- | ---------------- | ---------------- | ---------------- |
|                  |                  |                  |                  |                  |
|                  |                  |                  |                  |                  |
|                  |                  |                  |                  |                  |
|                  |                  |                  |                  |                  |

| 22 juin 2015 | Tchéquie | 3-2 (2-1, 0-1, 1-0) | Suisse | Bossard Arena, Zoug 2 734 spectateurs |

| Feuille de match | Feuille de match | Feuille de match | Feuille de match | Feuille de match |
| ---------------- | ---------------- | ---------------- | ---------------- | ---------------- |
|                  |                  |                  |                  |                  |
|                  |                  |                  |                  |                  |
|                  |                  |                  |                  |                  |
|                  |                  |                  |                  |                  |

| 23 juin 2015 | Grèce | 4-3 (0-0, 3-2, 1-1) | Canada | Bossard Arena, Zoug 641 spectateurs |

| Feuille de match | Feuille de match | Feuille de match | Feuille de match | Feuille de match |
| ---------------- | ---------------- | ---------------- | ---------------- | ---------------- |
|                  |                  |                  |                  |                  |
|                  |                  |                  |                  |                  |
|                  |                  |                  |                  |                  |
|                  |                  |                  |                  |                  |

| 23 juin 2015 | Tchéquie | 15-2 (2-0, 7-1, 6-1) | Bermudes | Bossard Arena, Zoug 312 spectateurs |

| Feuille de match | Feuille de match | Feuille de match | Feuille de match | Feuille de match |
| ---------------- | ---------------- | ---------------- | ---------------- | ---------------- |
|                  |                  |                  |                  |                  |
|                  |                  |                  |                  |                  |
|                  |                  |                  |                  |                  |
|                  |                  |                  |                  |                  |

| 24 juin 2015 | Suisse | 4-4 (2-0, 1-1, 1-3) | Grèce | Bossard Arena, Zoug 3 109 spectateurs |

| Feuille de match | Feuille de match | Feuille de match | Feuille de match | Feuille de match |
| ---------------- | ---------------- | ---------------- | ---------------- | ---------------- |
|                  |                  |                  |                  |                  |
|                  |                  |                  |                  |                  |
|                  |                  |                  |                  |                  |
|                  |                  |                  |                  |                  |

| 24 juin 2015 | Canada | 0-0 (0-0, 0-0, 0-0) | Tchéquie | Bossard Arena, Zoug 1 823 spectateurs |

| Feuille de match | Feuille de match | Feuille de match | Feuille de match | Feuille de match |
| ---------------- | ---------------- | ---------------- | ---------------- | ---------------- |
|                  |                  |                  |                  |                  |
|                  |                  |                  |                  |                  |
|                  |                  |                  |                  |                  |
|                  |                  |                  |                  |                  |

#### Division 2A
| Rang  | Équipe       | Pts | J | G | N | P | Bp | Bc | Diff |
| ----- | ------------ | --- | - | - | - | - | -- | -- | ---- |
| +001, | Inde         | 6   | 3 | 3 | 0 | 0 | 24 | 1  | +23  |
| +002, | Îles Caïmans | 3   | 3 | 1 | 1 | 1 | 6  | 12 | -6   |
| +003, | France       | 2   | 3 | 1 | 0 | 2 | 6  | 15 | -9   |
| +004, | Royaume-Uni  | 1   | 3 | 0 | 1 | 2 | 7  | 15 | -8   |

| 20 juin 2015 | Îles Caïmans | 3-1 (0-0, 1-0, 2-1) | France | Eishalle, Zoug 57 spectateurs |

| Feuille de match | Feuille de match | Feuille de match | Feuille de match | Feuille de match |
| ---------------- | ---------------- | ---------------- | ---------------- | ---------------- |
|                  |                  |                  |                  |                  |
|                  |                  |                  |                  |                  |
|                  |                  |                  |                  |                  |
|                  |                  |                  |                  |                  |

| 20 juin 2015 | Inde | 7-1 (4-1, 2-0, 1-0) | Royaume-Uni | Bossard Arena, Zoug 124 spectateurs |

| Feuille de match | Feuille de match | Feuille de match | Feuille de match | Feuille de match |
| ---------------- | ---------------- | ---------------- | ---------------- | ---------------- |
|                  |                  |                  |                  |                  |
|                  |                  |                  |                  |                  |
|                  |                  |                  |                  |                  |
|                  |                  |                  |                  |                  |

| 21 juin 2015 | Inde | 9-0 (1-0, 5-0, 3-0) | France | Eishalle, Zoug 176 spectateurs |

| Feuille de match | Feuille de match | Feuille de match | Feuille de match | Feuille de match |
| ---------------- | ---------------- | ---------------- | ---------------- | ---------------- |
|                  |                  |                  |                  |                  |
|                  |                  |                  |                  |                  |
|                  |                  |                  |                  |                  |
|                  |                  |                  |                  |                  |

| 21 juin 2015 | Royaume-Uni | 3-3 (2-0, 1-0, 1-2) | Îles Caïmans | Eishalle, Zoug 84 spectateurs |

| Feuille de match | Feuille de match | Feuille de match | Feuille de match | Feuille de match |
| ---------------- | ---------------- | ---------------- | ---------------- | ---------------- |
|                  |                  |                  |                  |                  |
|                  |                  |                  |                  |                  |
|                  |                  |                  |                  |                  |
|                  |                  |                  |                  |                  |

| 24 juin 2015 | Inde | 8-0 (3-0, 4-0, 1-0) | Îles Caïmans | Bossard Arena, Zoug 247 spectateurs |

| Feuille de match | Feuille de match | Feuille de match | Feuille de match | Feuille de match |
| ---------------- | ---------------- | ---------------- | ---------------- | ---------------- |
|                  |                  |                  |                  |                  |
|                  |                  |                  |                  |                  |
|                  |                  |                  |                  |                  |
|                  |                  |                  |                  |                  |

| 24 juin 2015 | France | 5-3 (1-2, 2-1, 2-0) | Royaume-Uni | Eishalle, Zoug 125 spectateurs |

| Feuille de match | Feuille de match | Feuille de match | Feuille de match | Feuille de match |
| ---------------- | ---------------- | ---------------- | ---------------- | ---------------- |
|                  |                  |                  |                  |                  |
|                  |                  |                  |                  |                  |
|                  |                  |                  |                  |                  |
|                  |                  |                  |                  |                  |

#### Division 2B
| Rang  | Équipe    | Pts | J | G | N | P | Bp | Bc | Diff |
| ----- | --------- | --- | - | - | - | - | -- | -- | ---- |
| +001, | Italie    | 6   | 3 | 3 | 0 | 0 | 11 | 3  | +8   |
| +002, | Haïti     | 3   | 3 | 1 | 1 | 1 | 9  | 6  | +3   |
| +003, | Hong Kong | 2   | 3 | 0 | 2 | 1 | 4  | 7  | -3   |
| +004, | Arménie   | 1   | 3 | 0 | 1 | 2 | 0  | 8  | -8   |

| 20 juin 2015 | Italie | 4-1 (2-0, 2-0, 0-1) | Haïti | Eishalle, Zoug 481 spectateurs |

| Feuille de match | Feuille de match | Feuille de match | Feuille de match | Feuille de match |
| ---------------- | ---------------- | ---------------- | ---------------- | ---------------- |
|                  |                  |                  |                  |                  |
|                  |                  |                  |                  |                  |
|                  |                  |                  |                  |                  |
|                  |                  |                  |                  |                  |

| 20 juin 2015 | Hong Kong | 0-0 (0-0, 0-0, 0-0) | Arménie | Bossard Arena, Zoug 513 spectateurs |

| Feuille de match | Feuille de match | Feuille de match | Feuille de match | Feuille de match |
| ---------------- | ---------------- | ---------------- | ---------------- | ---------------- |
|                  |                  |                  |                  |                  |
|                  |                  |                  |                  |                  |
|                  |                  |                  |                  |                  |
|                  |                  |                  |                  |                  |

| 21 juin 2015 | Italie | 5-2 (1-1, 3-0, 1-1) | Hong Kong | Eishalle, Zoug 286 spectateurs |

| Feuille de match | Feuille de match | Feuille de match | Feuille de match | Feuille de match |
| ---------------- | ---------------- | ---------------- | ---------------- | ---------------- |
|                  |                  |                  |                  |                  |
|                  |                  |                  |                  |                  |
|                  |                  |                  |                  |                  |
|                  |                  |                  |                  |                  |

| 21 juin 2015 | Haïti | 6-0 (2-0, 1-0, 3-0) | Arménie | Eishalle, Zoug 210 spectateurs |

| Feuille de match | Feuille de match | Feuille de match | Feuille de match | Feuille de match |
| ---------------- | ---------------- | ---------------- | ---------------- | ---------------- |
|                  |                  |                  |                  |                  |
|                  |                  |                  |                  |                  |
|                  |                  |                  |                  |                  |
|                  |                  |                  |                  |                  |

| 24 juin 2015 | Hong Kong | 2-2 (0-0, 0-2, 2-0) | Haïti | Eishalle, Zoug 111 spectateurs |

| Feuille de match | Feuille de match | Feuille de match | Feuille de match | Feuille de match |
| ---------------- | ---------------- | ---------------- | ---------------- | ---------------- |
|                  |                  |                  |                  |                  |
|                  |                  |                  |                  |                  |
|                  |                  |                  |                  |                  |
|                  |                  |                  |                  |                  |

| 24 juin 2015 | Italie | 2-0 (1-0, 1-0, 0-0) | Arménie | Eishalle, Zoug 89 spectateurs |

| Feuille de match | Feuille de match | Feuille de match | Feuille de match | Feuille de match |
| ---------------- | ---------------- | ---------------- | ---------------- | ---------------- |
|                  |                  |                  |                  |                  |
|                  |                  |                  |                  |                  |
|                  |                  |                  |                  |                  |
|                  |                  |                  |                  |                  |

- Qualifié pour les quarts de finale
- Qualifié pour les Huitiemes de finale

### Matchs de classement 9 à 12

#### Demi-finales de classement 9 à 12
| 26 juin 2015 | Italie | 3-2 (1-0, 0-1, 2-1) | Pakistan | Eishalle, Zoug 69 spectateurs |

| Feuille de match | Feuille de match | Feuille de match | Feuille de match | Feuille de match |
| ---------------- | ---------------- | ---------------- | ---------------- | ---------------- |
|                  |                  |                  |                  |                  |
|                  |                  |                  |                  |                  |
|                  |                  |                  |                  |                  |
|                  |                  |                  |                  |                  |

| 26 juin 2015 | Inde | 4-1 (1-0, 1-1, 2-0) | Bermudes | Eishalle, Zoug 44 spectateurs |

| Feuille de match | Feuille de match | Feuille de match | Feuille de match | Feuille de match |
| ---------------- | ---------------- | ---------------- | ---------------- | ---------------- |
|                  |                  |                  |                  |                  |
|                  |                  |                  |                  |                  |
|                  |                  |                  |                  |                  |
|                  |                  |                  |                  |                  |

#### Places 11 et 12
| 27 juin 2015 | Bermudes | 6-4 (3-3, 2-0, 1-1) | Pakistan | Eishalle, Zoug 114 spectateurs |

| Feuille de match | Feuille de match | Feuille de match | Feuille de match | Feuille de match |
| ---------------- | ---------------- | ---------------- | ---------------- | ---------------- |
|                  |                  |                  |                  |                  |
|                  |                  |                  |                  |                  |
|                  |                  |                  |                  |                  |
|                  |                  |                  |                  |                  |

#### Places 9 et 10
| 27 juin 2015 | Inde | 8-1 (3-0, 4-0, 1-1) | Italie | Eishalle, Zoug 188 spectateurs |

| Feuille de match | Feuille de match | Feuille de match | Feuille de match | Feuille de match |
| ---------------- | ---------------- | ---------------- | ---------------- | ---------------- |
|                  |                  |                  |                  |                  |
|                  |                  |                  |                  |                  |
|                  |                  |                  |                  |                  |
|                  |                  |                  |                  |                  |

### Matchs de classement 5 à 8

#### Demi-finales de classement 5 à 8
| 27 juin 2015 | Suisse | 6-2 (4-0, 1-1, 1-1) | Portugal | Bossard Arena, Zoug 1 995 spectateurs |

| Feuille de match | Feuille de match | Feuille de match | Feuille de match | Feuille de match |
| ---------------- | ---------------- | ---------------- | ---------------- | ---------------- |
|                  |                  |                  |                  |                  |
|                  |                  |                  |                  |                  |
|                  |                  |                  |                  |                  |
|                  |                  |                  |                  |                  |

| 27 juin 2015 | Canada | 8-2 (4-0, 2-2, 2-0) | Finlande | Bossard Arena, Zoug 351 spectateurs |

| Feuille de match | Feuille de match | Feuille de match | Feuille de match | Feuille de match |
| ---------------- | ---------------- | ---------------- | ---------------- | ---------------- |
|                  |                  |                  |                  |                  |
|                  |                  |                  |                  |                  |
|                  |                  |                  |                  |                  |
|                  |                  |                  |                  |                  |

#### Places 7 et 8
| 28 juin 2015 | Portugal | 3-2 (1-0, 0-2, 1-0, 1-0) | Finlande | Bossard Arena, Zoug 79 spectateurs |

| Feuille de match | Feuille de match | Feuille de match | Feuille de match | Feuille de match |
| ---------------- | ---------------- | ---------------- | ---------------- | ---------------- |
|                  |                  |                  |                  |                  |
|                  |                  |                  |                  |                  |
|                  |                  |                  |                  |                  |
|                  |                  |                  |                  |                  |

#### Places 5 et 6
| 28 juin 2015 | Canada | 6-5 (0-1, 4-1, 1-3, 1-0) | Suisse | Bossard Arena, Zoug 3 143 spectateurs |

| Feuille de match | Feuille de match | Feuille de match | Feuille de match | Feuille de match |
| ---------------- | ---------------- | ---------------- | ---------------- | ---------------- |
|                  |                  |                  |                  |                  |
|                  |                  |                  |                  |                  |
|                  |                  |                  |                  |                  |
|                  |                  |                  |                  |                  |

### Phase à élimination directe

#### Huitiemes de finale
| 25 juin 2015 | Finlande | 2-1 (0-1, 0-0, 1-0, 0-0, 1-0) | Inde | Bossard Arena, Zoug 579 spectateurs |

| Feuille de match | Feuille de match | Feuille de match | Feuille de match | Feuille de match |
| ---------------- | ---------------- | ---------------- | ---------------- | ---------------- |
|                  |                  |                  |                  |                  |
|                  |                  |                  |                  |                  |
|                  |                  |                  |                  |                  |
|                  |                  |                  |                  |                  |

| 25 juin 2015 | Suisse | 4-1 (1-1, 1-0, 2-0) | Italie | Bossard Arena, Zoug 3 627 spectateurs |

| Feuille de match | Feuille de match | Feuille de match | Feuille de match | Feuille de match |
| ---------------- | ---------------- | ---------------- | ---------------- | ---------------- |
|                  |                  |                  |                  |                  |
|                  |                  |                  |                  |                  |
|                  |                  |                  |                  |                  |
|                  |                  |                  |                  |                  |

#### Quarts de finale
| 26 juin 2015 | Grèce | 5-2 (1-0, 1-1, 3-1) | Portugal | Bossard Arena, Zoug 326 spectateurs |

| Feuille de match | Feuille de match | Feuille de match | Feuille de match | Feuille de match |
| ---------------- | ---------------- | ---------------- | ---------------- | ---------------- |
|                  |                  |                  |                  |                  |
|                  |                  |                  |                  |                  |
|                  |                  |                  |                  |                  |
|                  |                  |                  |                  |                  |

| 26 juin 2015 | États-Unis | 7-1 (1-0, 2-1, 4-0) | Suisse | Bossard Arena, Zoug 2 455 spectateurs |

| Feuille de match | Feuille de match | Feuille de match | Feuille de match | Feuille de match |
| ---------------- | ---------------- | ---------------- | ---------------- | ---------------- |
|                  |                  |                  |                  |                  |
|                  |                  |                  |                  |                  |
|                  |                  |                  |                  |                  |
|                  |                  |                  |                  |                  |

| 26 juin 2015 | Tchéquie | 9-0 (2-0, 2-0, 5-0) | Finlande | Bossard Arena, Zoug 587 spectateurs |

| Feuille de match | Feuille de match | Feuille de match | Feuille de match | Feuille de match |
| ---------------- | ---------------- | ---------------- | ---------------- | ---------------- |
|                  |                  |                  |                  |                  |
|                  |                  |                  |                  |                  |
|                  |                  |                  |                  |                  |
|                  |                  |                  |                  |                  |

| 26 juin 2015 | Slovaquie | 5-4 (1-0, 3-1, 0-3, 1-0) | Canada | Bossard Arena, Zoug 4 174 spectateurs |

| Feuille de match | Feuille de match | Feuille de match | Feuille de match | Feuille de match |
| ---------------- | ---------------- | ---------------- | ---------------- | ---------------- |
|                  |                  |                  |                  |                  |
|                  |                  |                  |                  |                  |
|                  |                  |                  |                  |                  |
|                  |                  |                  |                  |                  |

#### Demi-finales
| 27 juin 2015 | États-Unis | 6-1 (1-0, 4-1, 1-0) | Grèce | Bossard Arena, Zoug 1 326 spectateurs |

| Feuille de match | Feuille de match | Feuille de match | Feuille de match | Feuille de match |
| ---------------- | ---------------- | ---------------- | ---------------- | ---------------- |
|                  |                  |                  |                  |                  |
|                  |                  |                  |                  |                  |
|                  |                  |                  |                  |                  |
|                  |                  |                  |                  |                  |

| 27 juin 2015 | Slovaquie | 3-1 (0-0, 1-0, 2-1) | Tchéquie | Bossard Arena, Zoug 1 834 spectateurs |

| Feuille de match | Feuille de match | Feuille de match | Feuille de match | Feuille de match |
| ---------------- | ---------------- | ---------------- | ---------------- | ---------------- |
|                  |                  |                  |                  |                  |
|                  |                  |                  |                  |                  |
|                  |                  |                  |                  |                  |
|                  |                  |                  |                  |                  |

#### Troisième place
| 28 juin 2015 | Tchéquie | 6-1 (3-0, 0-0, 3-1) | Grèce | Bossard Arena, Zoug 958 spectateurs |

| Feuille de match | Feuille de match | Feuille de match | Feuille de match | Feuille de match |
| ---------------- | ---------------- | ---------------- | ---------------- | ---------------- |
|                  |                  |                  |                  |                  |
|                  |                  |                  |                  |                  |
|                  |                  |                  |                  |                  |
|                  |                  |                  |                  |                  |

#### Finale
| 28 juin 2015 | Slovaquie | 4-3 (1-3, 1-0, 1-0, 1-0) | États-Unis | Bossard Arena, Zoug 4 741 spectateurs |

| Feuille de match | Feuille de match | Feuille de match | Feuille de match | Feuille de match |
| ---------------- | ---------------- | ---------------- | ---------------- | ---------------- |
|                  |                  |                  |                  |                  |
|                  |                  |                  |                  |                  |
|                  |                  |                  |                  |                  |
|                  |                  |                  |                  |                  |

### Classement final
| Place              | Équipe       |
| ------------------ | ------------ |
| Médaille d'or      | Slovaquie    |
| Médaille d'argent  | États-Unis   |
| Médaille de bronze | Tchéquie     |
| 4                  | Grèce        |
| 5                  | Canada       |
| 6                  | Suisse       |
| 7                  | Portugal     |
| 8                  | Finlande     |
| 9                  | Inde         |
| 10                 | Italie       |
| 11                 | Bermudes     |
| 12                 | Pakistan     |
| 13                 | Haïti        |
| 14                 | Îles Caïmans |
| 15                 | Royaume-Uni  |
| 16                 | France       |
| 17                 | Hong Kong    |
| 18                 | Arménie      |